# Gerhard Müller (Landkommissar)
Gerhard Müller (* 10. Februar 1912 in Mannheim; † nach 1943) war ein deutscher Jurist und Landkommissar (Landrat).

## Leben und Wirken
Über die Biographie von Müller ist nur sehr wenig bekannt. Er promovierte an der Universität Heidelberg zum Dr. jur. Das Thema seiner Dissertation lautete Die Parteigerichtsbarkeit der NSDAP. Wesen und Aufgabe.  Ihr Verhältnis zur kirchlichen, militärischen und Beamtengerichtsbarkeit und erschien 1935 in Bottrop in Druck.  
Am 30. August 1938 legte er die juristische große Staatsprüfung, das zweite Staatsexamen, ab. Als Regierungsrat wurde er in den öffentlichen Dienst übernommen und erhielt eine Stelle bei der Polizeidirektion Baden-Baden. 
Nachdem er seit 1940 diese Funktion bereits kommissarisch wahrgenommen hatte, wurde er mit Wirkung vom 12. Oktober 1942 offiziell Landkommissar im Landkreis Zabern im annektierten und dem Chef der Zivilverwaltung unterstellten französischen Elsass. 1943 wurde Wilhelm Schmidt sein Nachfolger als Landrat in Zabern.